# Eugene Stoner

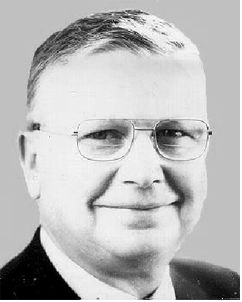
Eugene M. Stoner (1977)

Eugene Morrison Stoner (* 22. November 1922 in Gosport, Indiana; † 24. April 1997 in Palm City, Florida) war ein US-amerikanischer Ingenieur und Unternehmer. Er wird meist mit dem Gewehr AR-15 in Verbindung gebracht, das vom US-Militär als M16 eingeführt wurde.

## Leben
Stoner ging in Long Beach in die dortige High School und arbeitete anschließend für die „Vega Aircraft Company“. Während des Zweiten Weltkrieges diente er im US Marine Corps im Süd-Pazifik und in Nord-China.
Ab 1954 arbeitete er bei ArmaLite, einer Schwesterfirma der Fairchild Engine & Airplane Corporation als Chefingenieur. Während seiner Zeit bei ArmaLite entwarf er die Gewehre AR-3, AR-7 und AR-16.
1955 beendete er die Entwicklung des AR-10, das an Ausschreibungen der US Army teilnahm. Die US Army verwarf seinen Entwurf und führte stattdessen das im Prototypenstadium als „T44“ bezeichnete Gewehr M14 ein.

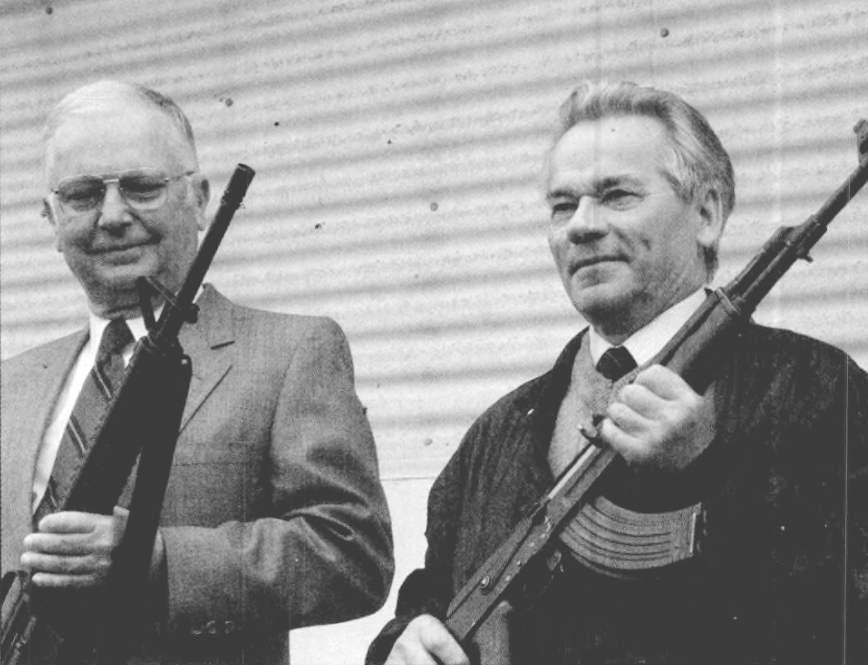
Stoner und Kalaschnikow mit ihren Erfindungen Ende des Kalten Krieges 1990

Stoners Assistent, Robert Fremont und der Zeichner L. James Sullivan waren verantwortlich für die Ableitung des AR-15 vom AR-10 durch Verkleinerung, so dass es die Patrone 5,56 × 45 mm NATO verschießen konnte. Stoner verließ Armalite 1961, um bei Colt als Berater tätig zu sein. Schließlich arbeitete er für Cadillac Gage, wo er das „Stoner 62 Waffensystem“, ein modulares Waffensystem, entwarf, welches als „standard automatic rifle“, als leichtes, mittleres und als elektromagnetisch betätigtes festes Maschinengewehr eingerichtet werden konnte.
Da Armalite Stoners Patent für die direkte Einwirkung der Gase auf den Verschluss an Colt verkauft hatte, benutzten die Stoner Waffensysteme ein mit Kolben betätigtes Verschluss-System, obwohl Stoner selbst dachte, dass der direkte Gasantrieb die ideale Methode für Feuerwaffen sei. Wieder einmal änderten Robert Fremont und L. James Sullivan das Stoner-Design und änderten es auf die Patrone 5,56 × 45 mm ab und erhielten so das Stoner 63 Waffensystem. 
1971 war er Mitbegründer der „Ares Incorporated of Port Clinton, Ohio“ aber verließ die Firma 1989 nach dem er das „Ares Light Machine Gun“ – auch bekannt als das Stoner 86 – entwickelt hatte, das eine weiterentwickelte Version des Stoner 63 Waffensystems war. 
Ab 1990 arbeitete er für Knight’s Armament Company (KAC), um das Stoner Gewehr-25 (SR-25) zu entwickeln, das beim US-Militär als „Mk 11 Mod 0“ in Dienst ist. Während seiner Zeit bei KAC arbeitete er an einer weiteren Version des Stoner Waffensystem, bekannt als Stoner 96. Eine seiner letzten Entwicklungen ist das SR-50-Scharfschützengewehr.

Eugene Stoner war zweimal verheiratet: zuerst mit Jean Stoner, mit der er vier Kinder hatte. Er ließ sich 1962 von ihr scheiden und heiratete Barbara Hitt im Jahre 1965, mit der er bis zu seinem Tode verheiratet blieb. Er war außerdem Privatpilot und besaß ein eigenes Flugzeug. Eugene Stoner starb am 24. April 1997 in seinem Haus in Palm City, Florida an Krebs.

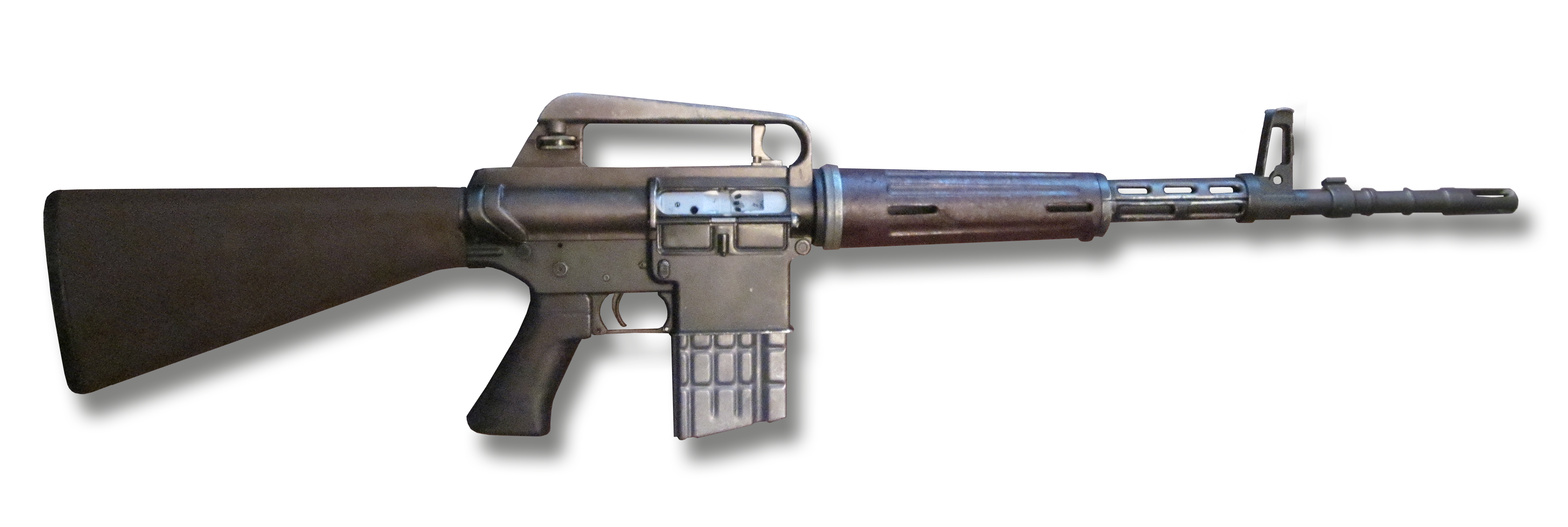
AR-10
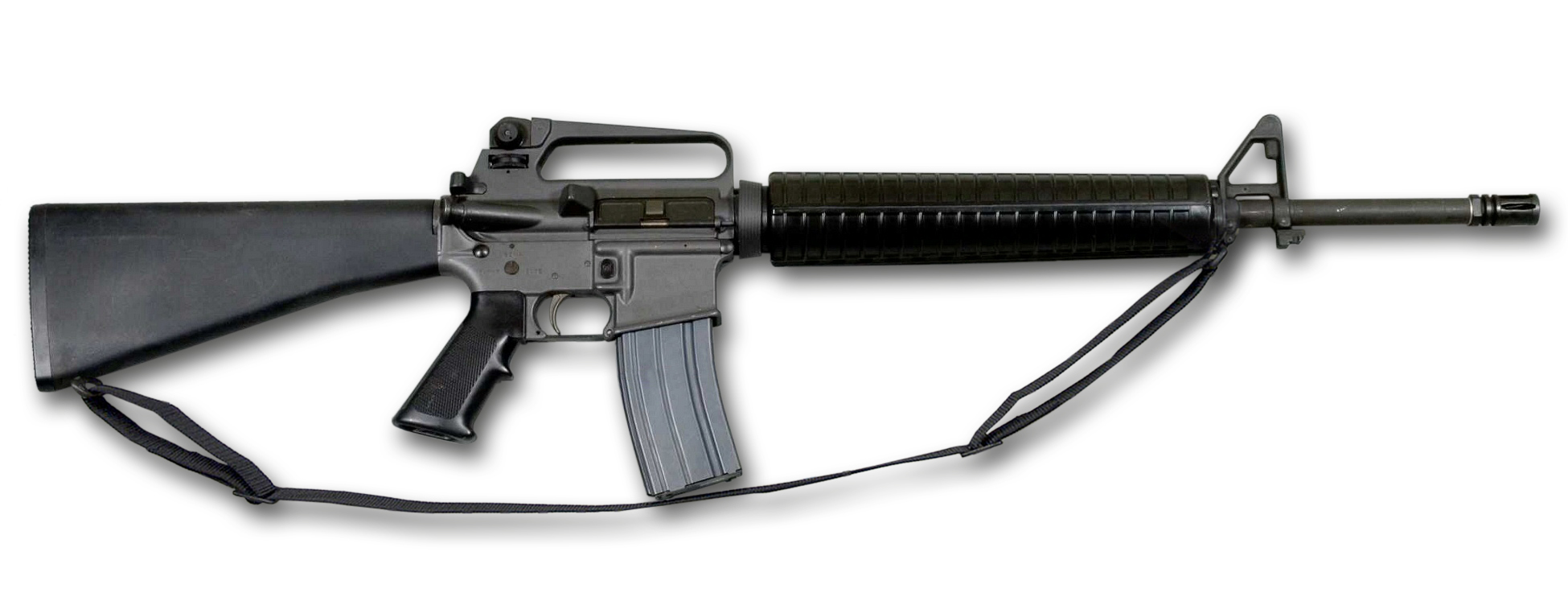
M16A2
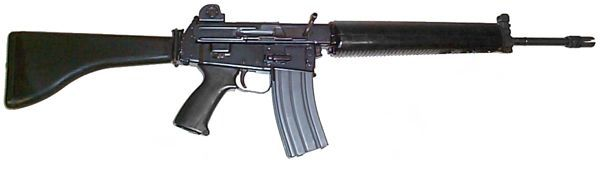
AR-18
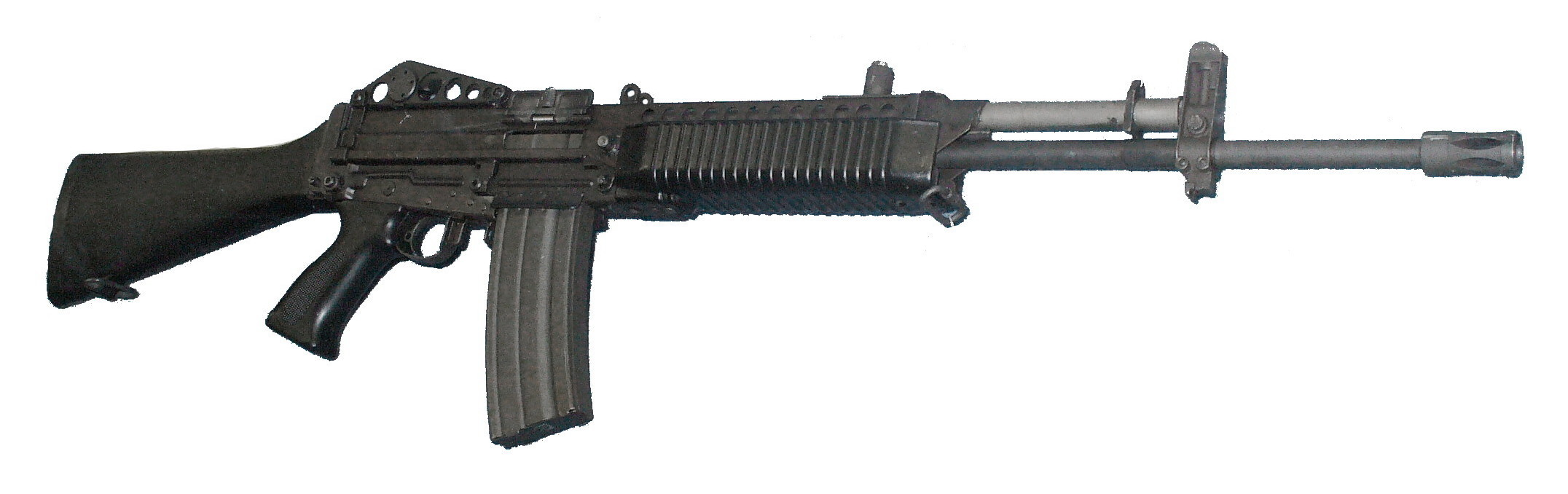
Stoner 63A
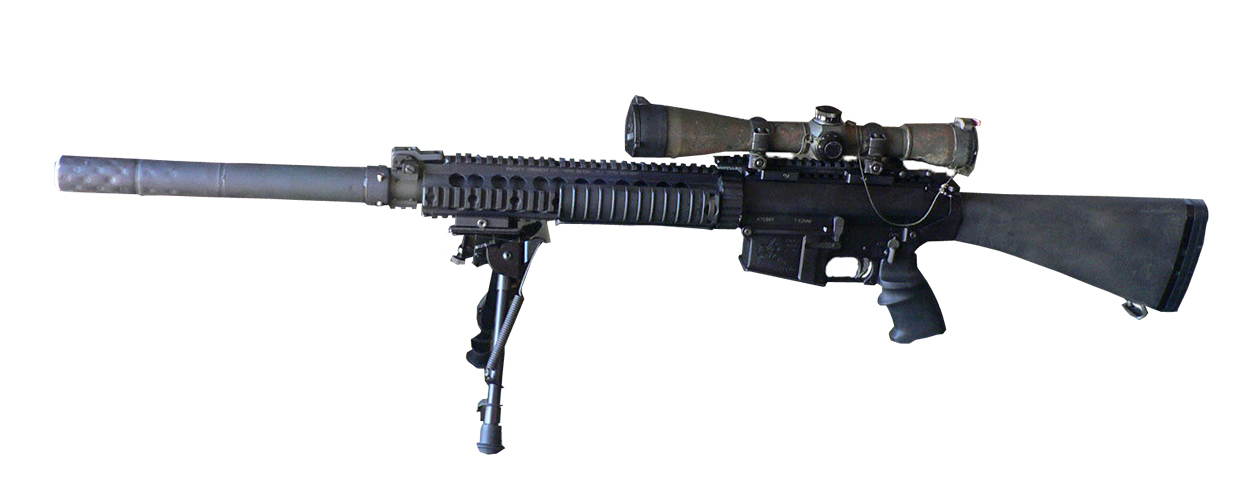
KAC SR-25

## Quelle und Belege
| Dieser Artikel basiert auf dem Artikel Eugene Stoner aus der freien Enzyklopädie WaffenWiki und steht unter der GNU-Lizenz für freie Dokumentation. In der WaffenWiki ist eine Liste der Autoren verfügbar. |

1. ↑  Vergleiche Col Brooke Nihart: Museum Honors Two World-Class Weapons Designers. In: Fortitudine. Band 20, Nr. 2, 1990, S. 16; PDF.